# STVラジオ
株式会社STVラジオ（エステーヴィラジオ、英: The STVradio Broadcasting Co., Ltd.）は、北海道を放送対象地域として中波放送（AMラジオ放送）を実施する特定地上基幹放送事業者である。

## 概要

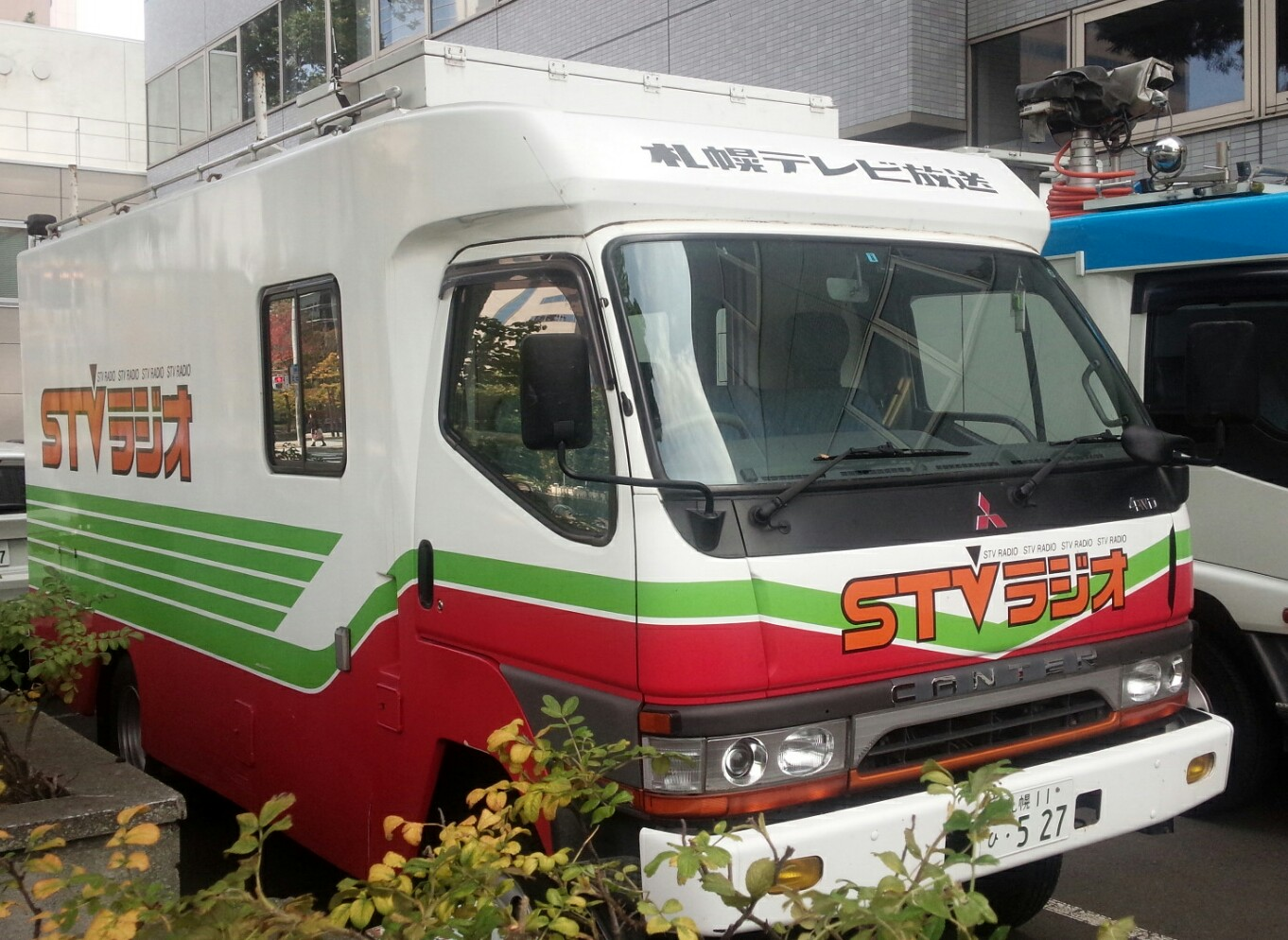
STVラジオの中継車

前身は札幌テレビ放送（STV）内のラジオ事業部門（札幌テレビ放送株式会社ラジオ局）。多くのラジオ・テレビ兼営局がラジオ放送を先に開始した中、テレビが先行開局し、その後ラジオ放送を開始した全国唯一の放送局となった。このため、送信所・中継局のコールサインはラジオとテレビでそれぞれ異なっている（一部を除く）。
STVの100%出資による子会社で、STVから中波放送（AMラジオ）無線局の免許を承継することを目的として設立。2005年（平成17年）10月1日よりSTVから放送免許を承継し、独立した別会社として放送を開始した。これを記念して、毎年10月1日を「STVラジオの日」とした。
道内で唯一のAMラジオ単営局であるが、本社と演奏所はSTV本社（放送波を厳密に区別するため「STVテレビ」とも表記される）と同じで、自社ではアナウンサーを雇用せずにSTV本社から派遣されるアナウンサーを番組に起用するためアナウンサーがラテ共通、メンテナンスに至るまで本社に委託等、実質的には相変わらずのラテ兼営局同然の運営体系である。分社前より「STVラジオ」の名称は一般的な通称として定着していたが、分社により正式な社名となった。
番組表では、分社前から「パーソナリティ」とは呼ばず「お相手」と称している。
リスナー向けの番組表は、年2回の改編期に合わせて発行している。

### 所属するアナウンサー
- 木村洋二 - 2019年7月1日、取締役エグセクティブアナウンサーに就任[10]。ただし、10月31日のSTV定年退職までSTVからの出向扱いで、定年退職を以て当社へ移籍。2022年6月24日の定時株主総会において常務取締役に昇進した。

### スタジオ
- 第1スタジオ
  - STVラジオで最大規模のスタジオ。観覧用のひな壇が常設されている。2018年（平成30年）までは『ウイークエンドバラエティ 日高晤郎ショー』で使用していた。
  - 2019年（平成31年/令和元年）まで生放送対応スタジオだったが、現在は収録番組用スタジオに改修されている。主な使用番組は『しゃかりき!ようへい商店』等。
- 第3スタジオ
  - 生放送と収録番組に対応。主な使用番組は『松山千春 ON THE RADIO』『まるごと!エンタメ〜ション』『吉川のりお スーパーLIVE』『明石のいんでしょ大作戦!』等。
- 第4スタジオ
- 第5スタジオ（CMスタジオ）
- 第6スタジオ
- 第7スタジオ
- 第9スタジオ
- 第10スタジオ
- Vスタジオ
  - 1995年（平成7年）から運用している最も新しいスタジオ[11]。
  - 生放送と収録番組に対応。主な使用番組は『北海道ライブ あさミミ!』『リクエストプラザ』『工藤じゅんきの十人十色』『牧やすまさ 路地裏のスピリッツ』『ごきげんようじ』『洋二と明石の無口な二人』等。

### 聴取率
1985年（昭和60年）6月の札幌地区聴取率調査で初めて全日聴取率でHBCラジオを上回った。以降、27年連続53回1位を記録した。年2回の調査回数が2011年（平成23年）から年1回へ変更。
2012年（平成24年）12月の調査では、全日聴取率1位がHBCラジオとなり2位へ陥落。翌年2013年（平成25年）8月の調査では再び1位を奪取。
しかし、2014年（平成26年）- 2018年（平成30年）の調査では全日聴取率1位をHBCラジオが維持し、2019年（平成31年/令和元年）の調査においては、全日聴取率1位をAIR-G'が初めて獲得し、その間僅差ながら2位か3位が続いていた。
2020年（令和2年）12月には北海道全域へ範囲を広げた聴取率調査に変更されたが、全日聴取率1.7％となり、7年ぶりに1位を奪還した。なお、全日とともに、平日平均、土曜、日曜のすべてのカテゴリーでも1位となった。背景には土曜日の『ごきげんようじ』が好調なことと、平日もデイタイムにおいて安定的に数字をキープしており、新型コロナウイルス感染拡大の影響により、在宅率が高い中でラジオのコアリスナー層の聴取時間も長くなっているため。
翌年2021年（令和3年）9月の北海道地区聴取率調査で全日聴取率1.6%、翌々年2022年（令和4年）11月は1.7%となり、3年連続で単独1位を達成した。2021年（令和3年）まではHBCラジオ・AIR-G'と僅差だったが、2022年度はAIR-G'と僅差。
2023年度は全日で4年連続首位を獲得したが、5時から29時までのオールタイムでは首位を獲得することが出来なかった。

### 主な受賞歴
『足寄のスーパースター松山千春 ～45年の時代をこえて～』で2022年日本民間放送連盟賞ラジオエンターテイメント番組優秀賞を受賞した。またラジオCM『日本航空 企業CM/よっ、山浦機長!なまらんいいでないかい!篇』（120秒）も同賞CM部門ラジオCM第2種（21秒以上）優秀賞を受賞した。
『先生たちが敵だった～夢を奪われた看護学生たち～』で2023年日本民間放送連盟賞ラジオ報道番組優秀賞を受賞した。また『こどものミライと不登校』も同賞ラジオ教養番組優秀賞を受賞した。同賞を同じ年に複数の番組で受賞するのは開局以来初めてだった。更に『公共キャンペーン・スポット/街の音は道しるべ 一人で歩くということ』（120秒）も同賞CM部門ラジオCM第2種（21秒以上）優秀賞を受賞した。
『マイ・カントリー・ホーム～わたしの夢、みんなの夢～』が2024年日本民間放送連盟賞ラジオ教養番組優秀賞を受賞した。

## 沿革
- 2005年（平成17年）
  - 7月12日 - 会社設立[1]。
  - 8月24日 - 札幌テレビ放送（株）から放送免許継承を総務大臣が許可[22]。
  - 10月1日 - 札幌テレビ放送から分社し、「株式会社STVラジオ」としての中波ラジオ放送を開始[1]。
- 2010年（平成22年）
  - 3月28日 - 札幌局のみで実施していたAMステレオ放送を終了。
- 2011年（平成23年）
  - 9月 - 札幌地区聴取率共同調査にて27年連続V53達成。
  - 10月20日 - radikoの本配信を開始[1]。
- 2012年（平成24年）12月14日～16日 - ラジオ放送開始50周年開局記念番組として、『STVラジオ開局50周年〜北海道のために命がけ〜日高晤郎 挑戦!50時間56分生放送』を放送[23]。
- 2016年（平成28年）
  - 3月 - 46年間にわたり放送されていた深夜番組『アタックヤング』終了。
  - 4月 - 『まるごと!エンタメ〜ション』放送開始。
  - 10月19日 - 同日 12:00、HBCラジオとともにFM補完放送（札幌局）開始[24][25]。ただし、放送エリアは札幌市を中心とする道央圏（石狩振興局管内とその周辺）のみとなる[26]。
- 2017年（平成29年）3月31日 - 北海道日本ハムファイターズの公式戦全試合中継を開始。それに伴い、野球中継と重なる既存の番組は放送時間短縮、放送時間移動などの番組改編を行なった。
- 2018年（平成30年）4月 - 日高晤郎の死去に伴い、35年間にわたり放送された『日高晤郎ショー』を終了。翌週よりSTVアナウンサー吉川典雄を中心とした『日高晤郎ショー フォーエバー』を放送開始したが、2019年（平成31年）3月23日放送分をもって終了、放送回数は晤郎ショーの1821回+晤郎フォーエバーの48回を入れて通算1869回。
- 2019年（平成31年 / 令和元年）
  - 4月6日 - 『日高晤郎ショー フォーエバー』の後番組として、『ごきげんようじ』放送開始。
  - 11月4日 - ラジオマスター更新[27]。
- 2020年（令和2年）12月 - 北海道地区の聴取率調査で7年ぶりに単独首位となる。
- 2021年（令和3年）3月29日 - 大幅改編実施。ファイターズ戦の中継を再度平日のみに縮小。また、『オハヨー!ほっかいどう』等の長寿番組を終了した。
- 2022年（令和4年）12月15日 - 開局60周年。これに伴い、1月から様々な開局記念の番組を放送。
- 2023年（令和5年）
  - 5月 - 奥山コーシンが死去。
  - 11月 - 1988年のアタックヤングから35年にわたってパーソナリティを務めたKANが死去。
- 2025年（令和7年）
  - 3月28日 - ラジオカー「ランラン号」の運用を終了。
  - 4月1日 - 親会社の札幌テレビ放送が読売中京FSホールディングスの傘下となる[28]。
  - 8月 - 1978年よりパーソナリティを務めてきた牧泰昌が死去。

## 周波数

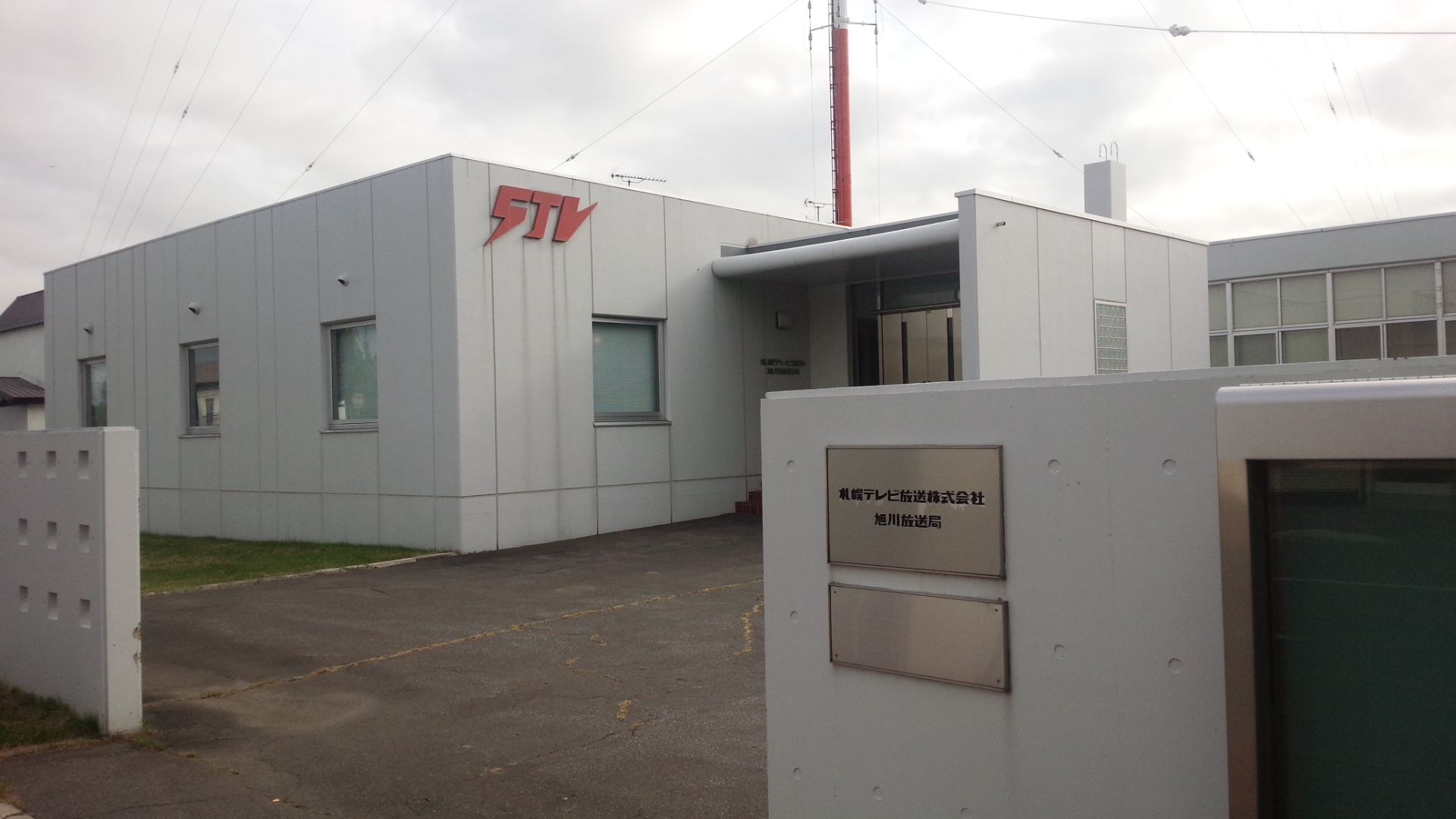
札幌テレビ放送旭川放送局
（送信所が敷地内に存在）

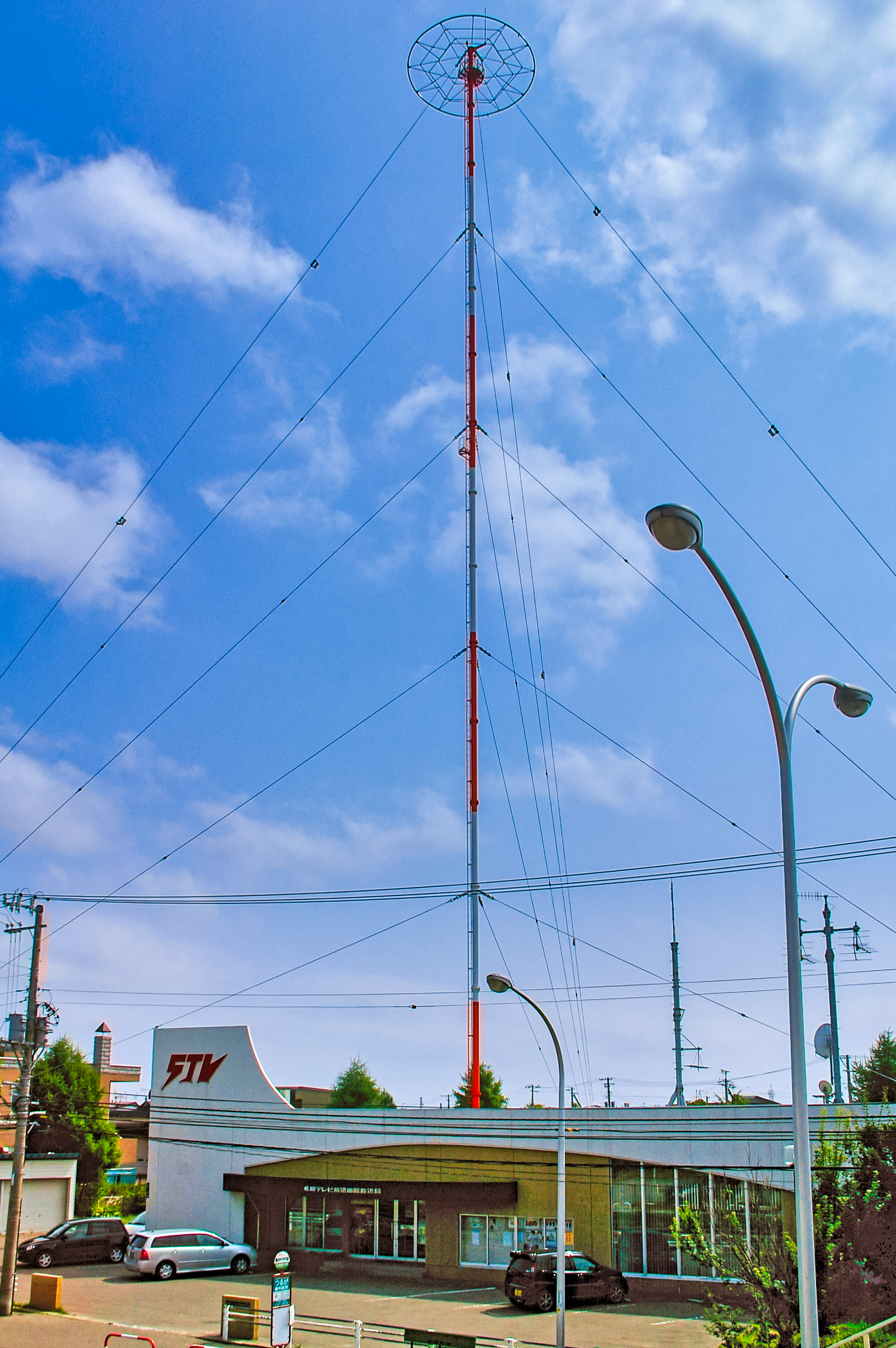
札幌テレビ放送函館放送局・STVラジオ函館送信所

| AM放送 | AM放送                                                                             | AM放送             | AM放送           | AM放送  | AM放送 | AM放送 | AM放送 |
| 地区   | 放送エリア                                                                         | 送信所             | コールサイン     | 周波数  | 出力   | 備考 | 備考 |
| ------ | ---------------------------------------------------------------------------------- | ------------------ | ---------------- | ------- | ------ | --- | --- |
| 札幌   | 石狩振興局 後志 総合振興局 胆振 総合振興局 日高振興局 空知 総合振興局 （中・南部） | 札幌               | JOWF             | 1440kHz | 50kW   | 札幌・苫小牧・室蘭は 精密同一周波数放送を行っている。 他の道内AMラジオ局と異なり、 苫小牧・室蘭にはコールサインが 設定されておらず、 札幌の傘下に位置付けられている。 | 札幌・苫小牧・室蘭は 精密同一周波数放送を行っている。 他の道内AMラジオ局と異なり、 苫小牧・室蘭にはコールサインが 設定されておらず、 札幌の傘下に位置付けられている。 |
| 札幌   | 石狩振興局 後志 総合振興局 胆振 総合振興局 日高振興局 空知 総合振興局 （中・南部） | 室蘭               |                  | 1440kHz | 3kW    | 札幌・苫小牧・室蘭は 精密同一周波数放送を行っている。 他の道内AMラジオ局と異なり、 苫小牧・室蘭にはコールサインが 設定されておらず、 札幌の傘下に位置付けられている。 | 札幌・苫小牧・室蘭は 精密同一周波数放送を行っている。 他の道内AMラジオ局と異なり、 苫小牧・室蘭にはコールサインが 設定されておらず、 札幌の傘下に位置付けられている。 |
| 札幌   | 石狩振興局 後志 総合振興局 胆振 総合振興局 日高振興局 空知 総合振興局 （中・南部） | 苫小牧             |                  | 1440kHz | 1kW    | 札幌・苫小牧・室蘭は 精密同一周波数放送を行っている。 他の道内AMラジオ局と異なり、 苫小牧・室蘭にはコールサインが 設定されておらず、 札幌の傘下に位置付けられている。 | 札幌・苫小牧・室蘭は 精密同一周波数放送を行っている。 他の道内AMラジオ局と異なり、 苫小牧・室蘭にはコールサインが 設定されておらず、 札幌の傘下に位置付けられている。 |
| 旭川   | 空知 総合振興局 （北部） 上川 総合振興局 留萌振興局 宗谷 総合振興局                | 旭川               | JOWL             | 1197kHz | 3kW    | 旭川と各管内局は 精密同一周波数放送を行っている。 | 旭川と各管内局は 精密同一周波数放送を行っている。 |
| 旭川   | 空知 総合振興局 （北部） 上川 総合振興局 留萌振興局 宗谷 総合振興局                | 名寄               |                  | 1197kHz | 1kW    | 旭川と各管内局は 精密同一周波数放送を行っている。 | 旭川と各管内局は 精密同一周波数放送を行っている。 |
| 旭川   | 空知 総合振興局 （北部） 上川 総合振興局 留萌振興局 宗谷 総合振興局                | 留萌               |                  | 1197kHz | 100W   | 旭川と各管内局は 精密同一周波数放送を行っている。 | 旭川と各管内局は 精密同一周波数放送を行っている。 |
| 旭川   | 空知 総合振興局 （北部） 上川 総合振興局 留萌振興局 宗谷 総合振興局                | 遠別               |                  | 1197kHz | 1kW    | 旭川と各管内局は 精密同一周波数放送を行っている。 | 旭川と各管内局は 精密同一周波数放送を行っている。 |
| 旭川   | 空知 総合振興局 （北部） 上川 総合振興局 留萌振興局 宗谷 総合振興局                | 稚内               |                  | 1197kHz | 1kW    | 旭川と各管内局は 精密同一周波数放送を行っている。 | 旭川と各管内局は 精密同一周波数放送を行っている。 |
| 函館   | 渡島 総合振興局 檜山振興局                                                         | 函館               | JOWN             | 639kHz  | 5kW    | | |
| 函館   | 渡島 総合振興局 檜山振興局                                                         | 江差               |                  | 882kHz  | 1kW    | 1991年に中継局が設置された。 | 1991年に中継局が設置された。 |
| 函館   | 渡島 総合振興局 檜山振興局                                                         | 北檜山             |                  | 882kHz  | 100W   | 1991年に中継局が設置された。 | 1991年に中継局が設置された。 |
| 帯広   | 十勝 総合振興局                                                                    | 帯広               | JOWM             | 1071kHz | 5kW    | 唯一、管内に中継局を設置していない。 | 唯一、管内に中継局を設置していない。 |
| 北見   | オホーツク 総合振興局                                                              | 網走               | JOVX             | 909kHz  | 5kW    | 北見管内はSTVラジオ の放送局では唯一、 定時のローカル番組を 制作していない。 また網走と遠軽は同一 周波数だが、 精密同一周波数放送を 実施していない。                  | |
| 北見   | オホーツク 総合振興局                                                              | 北見               | JOYS             | 1485kHz | 100W   | 北見管内はSTVラジオ の放送局では唯一、 定時のローカル番組を 制作していない。 また網走と遠軽は同一 周波数だが、 精密同一周波数放送を 実施していない。                  | |
| 北見   | オホーツク 総合振興局                                                              | 遠軽               |                  | 909kHz  | 100W   | 北見管内はSTVラジオ の放送局では唯一、 定時のローカル番組を 制作していない。 また網走と遠軽は同一 周波数だが、 精密同一周波数放送を 実施していない。                  | HBCラジオと 共同使用。 |
| 釧路   | 釧路 総合振興局 根室振興局                                                         | 釧路               | JOWS             | 882kHz  | 3kW    | | |
| 釧路   | 釧路 総合振興局 根室振興局                                                         | 根室               | JOXS             | 1062kHz | 100W   | | |
| FM放送 |                                                                                    |                    |                  |         |        | | |
| 地区   | 放送エリア                                                                         | 送信所             | コールサイン     | 周波数  | 出力   | 備考 | 備考 |
| 札幌   | 石狩振興局                                                                         | FM補完局 STV手稲FM | （FM補完中継局） | 90.4MHz | 5kW    | 2016年10月19日開局 | 2016年10月19日開局 |

※主要地区の中継局は順次、開局を進める予定。

### FM補完中継局の親局化構想への不参加
STVラジオが加盟する日本民間放送連盟では、FM補完中継局制度を見直す方針を2019年に公表。連盟に参加するAM放送事業者（民放AM局）が2028年までにAM放送免許の更新時期を迎えることを踏まえて、民放AM局独自の経営判断によってAM放送からFM放送への転換（またはAM・FM放送の併用）が可能になるような制度の整備を求める要望書を、総務省が設置する「放送事業の基盤強化に関する検討分科会」に提出した。総務省も2020年10月に『民間ラジオ放送事業者のAM放送のFM放送への転換等に関する「実証実験」の考え方』を公表したことから、民放AM47局で組織する「ワイドFM（FM補完放送）対応端末普及を目指す連絡会」では、44局が2028年秋までにFM局への転換を目指していることを2021年6月15日に発表した。しかし、広大な放送エリアを有する北海道では既存の可聴地域をほぼカバーするための設備投資に多額の費用を要することを理由として、FM補完中継局の親局化構想参加局の中にSTVラジオは含まれておらず（他には同エリアのHBCラジオ、秋田県の秋田放送）、発表時点ではこの動きに参加しないこととした。余談だが、道内テレビ局は約160か所の送信所・中継局を設置してカバーしており、多額の費用が掛かっている。

## 主なキャッチフレーズ

### 開局 - 1980年代まで
- 音楽のSTV（開局時）[40]
- スポーツのSTV（開局時）[40]
- ハートにアタック STVラジオ（ステーションジングルに、オフコースを起用）
- ワイドで わいわい
- STVラジオ、時を映す鏡
- Vサインのプログラム STVラジオ
- ふれあい特急便 STVラジオ
- 全力疾走・新時代 STVラジオ
- 全道ネット（うまいっしょクラブの提供読みでも使われていた）

### 1990年代
- 夏! 鮮（セン）セーション
- 秋! 鮮（セン）セーション
- 元気いっぱい STVラジオ（1991年4月）[41]
- だから、STVラジオ（1991年10月）[42]
- 30年! いま春満開（1992年4月）[43]
- 30年! いま夏真っ盛り
- 30年! いま秋食べごろ（1992年10月）[44]
- 30年! いまSTVラジオ
- 札幌名物 おもしろはっちゃき STVラジオ
- いつまでも STVラジオ
- 今が聴こえるSTVラジオ
- サンサン夏拍子STV ラジオ
- 挑戦（チャレンジ）! STVラジオ （1994年10月）[45]
- ゼロからの出発!（1995年4月）[46]
- 輪・和・話ッ! STVラジオ（1995年10月）[47]
- となりのサッちゃん STVラジオ（STVテレビと共通）[48]
- Sにしよう、そうしよう。STVラジオ（1996年4月　AMステレオ放送開始時は「Sにしよう、ステレオにしよう」に変化。STVテレビと共通）[49]
- ありがとう、35年。STVラジオ

### 2000年代以降
- ピカピカスピカ STVラジオ（2000年度。STVテレビと共通）[50]
- 北海道大好き STVラジオ（分社前最後のキャッチフレーズ）
- やっぱりっ! STVラジオ（分社直後のキャッチフレーズ）
- ほっかいどう大好き! STVラジオ
- ぞっこん! ほっかいどう STVラジオ（2010年10月4日 - 2012年2月12日、STVと共通使用）
- ずぅーっといっしょ! STVラジオ（2012年2月13日 - 12月31日、STVラジオ開局50周年記念）
- あなたにとどけ! STVラジオ（STVラジオ開局50周年記念番組放送時に公募、STVラジオの当時の社長が選別・決定、2013年 - 2014年度）
- もっと、あなた好み。STVラジオ（2015年度）
- イイこと イロイロ STVラジオ（2016年8月頃 - 2022年3月）
- 60年分のありがとう（2022年4月 - 2023年3月）
- これからもあなたのおそばにSTVラジオ（2023年春）
- 聞かさる番組イロイロ エンジョイラジオ STVラジオ（2023年秋）
- 多種多様なスパイス聴かせます! みんな大好き!「カレー」なラジオ!STV（2024年春）

## タイムテーブルの概要
- 午前、午後を通して3時間を超える生ワイド番組が多い。
- 1990年頃より2010年代半ばまでは大まかな編成に変化がなかった。
- 平日夕帯は2006年のドライビングパートナー・STVホットライン終了後は番組変更が頻繁にされている[注 19]。
- かつてはアタックヤングなど深夜放送に力を入れており、道外からの聴取者も多かったが、2016年より22時以降の自社制作番組を取りやめ、ニッポン放送のネットに切り替えている[注 20]。
- 経営状況もあってか[51]年々自社制作番組も減少し、ニッポン放送や文化放送などのネット番組が増加している。
- 2010年頃までは年末年始に生放送の特別番組を放送していた[注 21]が近年は通常番組としながらも「新春スペシャル」と銘打った録音番組の編成となっている[注 22]。

## 放送中の番組
- 2025年7月現在。詳細は公式サイトを参照。
- 24時間放送を行っており、日曜深夜も名目上終夜放送[注 24]を行う。ただし、2024年4月から9月の間、名目上の全道共通での放送休止枠が月曜日 2:30 - 5:00に設定された[注 25]。2:30に終了アナウンスを流した後、試験電波の扱いでフィラー音楽を放送し、月曜朝の4:56からのオープニングアナウンスは全道かつ終夜放送でも変わらず放送される（この場合でも週により停波（radikoは無変調）か、テストトーン信号になることもある）。
  - この場合、全道対象の際はradiko.jpとワイドFMを含む。理由は不明だが、HBCに比べると全道休止となることがやや多い。
- 自社制作番組は太字。

### 随時放送
- STVニュース
- 道路交通情報
- 天気予報

### 平日
| 時                   | 月曜日 | 火曜日 | 水曜日 | 木曜日 | 金曜日 |
| -------------------- | --- | --- | --- | --- | --- |
| 5                    | 5:00 上柳昌彦 あさぼらけ（ニッポン放送） ▽5:35 心のともしび（カトリック善き牧者の会、ニッポン放送と同時ネット）                                                                                | 5:00 上柳昌彦 あさぼらけ（ニッポン放送） ▽5:35 心のともしび（カトリック善き牧者の会、ニッポン放送と同時ネット）                                                | 5:00 上柳昌彦 あさぼらけ（ニッポン放送） ▽5:35 心のともしび（カトリック善き牧者の会、ニッポン放送と同時ネット）                                                | 5:00 上柳昌彦 あさぼらけ（ニッポン放送） ▽5:35 心のともしび（カトリック善き牧者の会、ニッポン放送と同時ネット）                                                | 5:00 上柳昌彦 あさぼらけ（ニッポン放送） ▽5:35 心のともしび（カトリック善き牧者の会、ニッポン放送と同時ネット）                                                |
| 6                    | 6:00 北海道ライブ あさミミ! ▽7:10 お早う! ニュースネットワーク（ニッポン放送） | 6:00 北海道ライブ あさミミ! ▽7:10 お早う! ニュースネットワーク（ニッポン放送）                                                                                 | 6:00 北海道ライブ あさミミ! ▽7:10 お早う! ニュースネットワーク（ニッポン放送）                                                                                 | 6:00 北海道ライブ あさミミ! ▽7:10 お早う! ニュースネットワーク（ニッポン放送）                                                                                 | 6:00 北海道ライブ あさミミ! ▽7:10 お早う! ニュースネットワーク（ニッポン放送）                                                                                 |
| 7                    | 6:00 北海道ライブ あさミミ! ▽7:10 お早う! ニュースネットワーク（ニッポン放送） | 6:00 北海道ライブ あさミミ! ▽7:10 お早う! ニュースネットワーク（ニッポン放送）                                                                                 | 6:00 北海道ライブ あさミミ! ▽7:10 お早う! ニュースネットワーク（ニッポン放送）                                                                                 | 6:00 北海道ライブ あさミミ! ▽7:10 お早う! ニュースネットワーク（ニッポン放送）                                                                                 | 6:00 北海道ライブ あさミミ! ▽7:10 お早う! ニュースネットワーク（ニッポン放送）                                                                                 |
| 8                    | 8:00 リクエストプラザ | 8:00 リクエストプラザ | 8:00 リクエストプラザ | 8:00 リクエストプラザ | 8:00 リクエストプラザ |
| 9                    | 8:00 リクエストプラザ | 8:00 リクエストプラザ | 8:00 リクエストプラザ | 8:00 リクエストプラザ | 8:00 リクエストプラザ |
| 10                   | 10:00 工藤じゅんきの十人十色 | 10:00 工藤じゅんきの十人十色 | 10:00 工藤じゅんきの十人十色 | 10:00 工藤じゅんきの十人十色 | 10:00 工藤じゅんきの十人十色 |
| 11                   | 10:00 工藤じゅんきの十人十色 | 10:00 工藤じゅんきの十人十色 | 10:00 工藤じゅんきの十人十色 | 10:00 工藤じゅんきの十人十色 | 10:00 工藤じゅんきの十人十色 |
| 12                   | 10:00 工藤じゅんきの十人十色 | 10:00 工藤じゅんきの十人十色 | 10:00 工藤じゅんきの十人十色 | 10:00 工藤じゅんきの十人十色 | 10:00 工藤じゅんきの十人十色 |
| 12:30 おひるだようじ | | | | | |
| 12:40 good day       | 12:40 good day | 12:40 good day | 12:40 good day | 12:40 ようへいと学ぼう! エンジョイライフ | |
| 12:55 STVニュース    | | | | | |
| 13                   | 13:00 まるごと!エンタメ〜ション | 13:00 まるごと!エンタメ〜ション | 13:00 まるごと!エンタメ〜ション | 13:00 まるごと!エンタメ〜ション | 13:00 ラジオノマド |
| 14                   | 13:00 まるごと!エンタメ〜ション | 13:00 まるごと!エンタメ〜ション | 13:00 まるごと!エンタメ〜ション | 13:00 まるごと!エンタメ〜ション | 13:00 ラジオノマド |
| 15                   | 13:00 まるごと!エンタメ〜ション | 13:00 まるごと!エンタメ〜ション | 13:00 まるごと!エンタメ〜ション | 13:00 まるごと!エンタメ〜ション | 13:00 ラジオノマド |
| 16                   | 13:00 まるごと!エンタメ〜ション | 13:00 まるごと!エンタメ〜ション | 13:00 まるごと!エンタメ〜ション | 13:00 まるごと!エンタメ〜ション | 13:00 ラジオノマド |
| 16:45 Buy Now        | | | | | |
| 17                   | 17:00 ニュースパレード（文化放送） | 17:00 ニュースパレード（文化放送） | 17:00 ニュースパレード（文化放送） | 17:00 ニュースパレード（文化放送） | 17:00 ニュースパレード（文化放送） |
| 17                   | 17:15 和久井薫の元気!発見 | 17:15 牧やすまさ 路地裏のスピリッツ | 17:15 牧やすまさ 路地裏のスピリッツ | 17:15 牧やすまさ 路地裏のスピリッツ | 17:15 牧やすまさ 路地裏のスピリッツ |
| 17                   | 17:15 和久井薫の元気!発見 | 17:30 わくわくお届け便 | | | |
| 17                   | 17:45 まるごと!プラス | 17:45 まるごと!プラス | 17:45 まるごと!プラス | 17:45 まるごと!プラス | 17:45 ノマドプラス |
| 17                   | 17:57 STVファイターズLIVE | | | | |
| 18                   | 18:00 ミヤリサン製薬ラジオ劇場 アキラとあきら（KBCラジオ） | | | | |
| 18                   | 18:15 旬! SHUN! ピックアップ | | | | |
| 18                   | 18:30 特選!うたわたり （第1週）山内惠介の歌一本勝負 （第2週）新浜レオンの歌を聴いておくレオン!! （第3週）松原健之 歌をあなたに （第4週）走裕介の走る演歌道 （第5週）特別企画または公開録音番組 | | | | |
| 19                   | 19:00 喜瀬ひろしの青春演歌 | | | | |
| 19                   | 19:30 工藤じゅんきの人生は映画とともに | | | | |
| 20                   | 20:00 しゃかりき! ようへい商店 | | | | |
| 21                   | 21:00 貴族の時間 | 21:00/試合終了後 ベストミュージックコレクション（火曜・水曜、かしわプロダクション） ベストミュージックコレクションジャパン（木曜・金曜、かしわプロダクション） | 21:00/試合終了後 ベストミュージックコレクション（火曜・水曜、かしわプロダクション） ベストミュージックコレクションジャパン（木曜・金曜、かしわプロダクション） | 21:00/試合終了後 ベストミュージックコレクション（火曜・水曜、かしわプロダクション） ベストミュージックコレクションジャパン（木曜・金曜、かしわプロダクション） | 21:00/試合終了後 ベストミュージックコレクション（火曜・水曜、かしわプロダクション） ベストミュージックコレクションジャパン（木曜・金曜、かしわプロダクション） |
| 21                   | 21:30 ロイズFMコレクション | 21:00/試合終了後 ベストミュージックコレクション（火曜・水曜、かしわプロダクション） ベストミュージックコレクションジャパン（木曜・金曜、かしわプロダクション） | 21:00/試合終了後 ベストミュージックコレクション（火曜・水曜、かしわプロダクション） ベストミュージックコレクションジャパン（木曜・金曜、かしわプロダクション） | 21:00/試合終了後 ベストミュージックコレクション（火曜・水曜、かしわプロダクション） ベストミュージックコレクションジャパン（木曜・金曜、かしわプロダクション） | 21:00/試合終了後 ベストミュージックコレクション（火曜・水曜、かしわプロダクション） ベストミュージックコレクションジャパン（木曜・金曜、かしわプロダクション） |
| 22                   | 22:00 オールナイトニッポン MUSIC10（ニッポン放送） | 22:00 オールナイトニッポン MUSIC10（ニッポン放送） | 22:00 オールナイトニッポン MUSIC10（ニッポン放送） | 22:00 オールナイトニッポン MUSIC10（ニッポン放送） | 22:00 オールナイトニッポンGOLD （ニッポン放送） |
| 23                   | 22:00 オールナイトニッポン MUSIC10（ニッポン放送） | 22:00 オールナイトニッポン MUSIC10（ニッポン放送） | 22:00 オールナイトニッポン MUSIC10（ニッポン放送） | 22:00 オールナイトニッポン MUSIC10（ニッポン放送） | 22:00 オールナイトニッポンGOLD （ニッポン放送） |
| 0                    | 0:00 オールナイトニッポンX（ニッポン放送） | 0:00 オールナイトニッポンX（ニッポン放送） | 0:00 オールナイトニッポンX（ニッポン放送） | 0:00 オールナイトニッポンX（ニッポン放送） | 0:00 なにわ男子の初心ラジ! （ニッポン放送） |
| 0                    | FRUITS ZIPPERのオールナイトニッポンX | 高橋文哉のオールナイトニッポンX | JO1のオールナイトニッポンX | 日向坂46 松田好花のオールナイトニッポンX | 0:00 なにわ男子の初心ラジ! （ニッポン放送） |
| 1                    | 1:00 オールナイトニッポン（ニッポン放送） | 1:00 オールナイトニッポン（ニッポン放送） | 1:00 オールナイトニッポン（ニッポン放送） | 1:00 オールナイトニッポン（ニッポン放送） | 1:00 オールナイトニッポン（ニッポン放送） |
| 2                    | 山田裕貴のオールナイトニッポン | 星野源のオールナイトニッポン | 乃木坂46のオールナイトニッポン | ナインティナインのオールナイトニッポン | 霜降り明星のオールナイトニッポン |
| 3                    | 3:00 オールナイトニッポン0(ZERO)（ニッポン放送） | 3:00 オールナイトニッポン0(ZERO)（ニッポン放送） | 3:00 オールナイトニッポン0(ZERO)（ニッポン放送） | 3:00 オールナイトニッポン0(ZERO)（ニッポン放送） | 3:00 オールナイトニッポン0(ZERO)（ニッポン放送） |
| 4                    | キタニタツヤのオールナイトニッポン0(ZERO) | あののオールナイトニッポン0(ZERO) | 佐久間宣行の オールナイトニッポン0(ZERO) | マヂカルラブリーの オールナイトニッポン0(ZERO) | 三四郎のオールナイトニッポン0 (ZERO) |
| 4                    | 4:30 上柳昌彦 あさぼらけ（ニッポン放送） | | | | 三四郎のオールナイトニッポン0 (ZERO) |

### 週末
| 時                            | 土曜日 | 日曜日 |
| ----------------------------- | --- | --- |
| 5                             | 05:00 心のともしび（カトリック善き牧者の会）                                                                                | 0ラジオショッピング 05:00 わくわくお届け便 05:15 元気スイッチ |
| 5                             | 05:05 森野熊八 グルメタイム（ニッポン放送）                                                                                 | 0ラジオショッピング 05:00 わくわくお届け便 05:15 元気スイッチ |
| 5                             | 05:15 週刊 なるほど! ニッポン（ニッポン放送）                                                                               | 0ラジオショッピング 05:00 わくわくお届け便 05:15 元気スイッチ |
| 5                             | 05:25 合田道人の歌はともだち!                                                                                               | 0ラジオショッピング 05:00 わくわくお届け便 05:15 元気スイッチ |
| 5                             | 0ラジオショッピング 05:30 わくわくお届け便 05:45 耳より健康便り                                                             | 05:30 たんぽぽの綿毛Time♪ （最終週）ハイ! STVラジオです |
| 5                             | 0ラジオショッピング 05:30 わくわくお届け便 05:45 耳より健康便り                                                             | 05:40 いいものテンミニッツ! |
| 5                             | 0ラジオショッピング 05:30 わくわくお届け便 05:45 耳より健康便り                                                             | 05:50 おはよう! ニッポン全国消防団（ニッポン放送） |
| 6                             | 06:00 1万年堂出版の時間 | 06:00 小倉・IMALUの○○玉手箱 |
| 6                             | 06:15 旬! SHUN! ピックアップ                                                                                                | 06:15 こおり健太のまごころ唄心 |
| 6                             | 06:30 遠藤/ゴリラの朝から歌謡♪                                                                                              | 06:15 こおり健太のまごころ唄心 |
| 6                             | 0ラジオショッピング 06:45 Buy Now 07:00 good day 07:15 まいどあり〜。                                                       | 06:45 わくわくお届け便 |
| 7                             | 0ラジオショッピング 06:45 Buy Now 07:00 good day 07:15 まいどあり〜。                                                       | 07:00 アイヌ語ラジオ講座 |
| 7                             | 0ラジオショッピング 06:45 Buy Now 07:00 good day 07:15 まいどあり〜。                                                       | 07:15 福田ひとしのRun! Fun! ほっかいどう |
| 7                             | 07:30 ノノさんの朝ごはん | 07:30 ようへいの時短ブッククラブ |
| 7                             | 07:30 ノノさんの朝ごはん | 07:45 旬! SHUN! ピックアップ |
| 8                             | 08:00 ごきげんようじ | 08:00 サンデーインフォメーション |
| 8                             | 08:00 ごきげんようじ | 0ラジオショッピング 08:15 まいどあり〜。 08:30 Buy Now |
| 8                             | 08:00 ごきげんようじ | 08:45 荒野拓馬のGO! GO! コンサドーレ |
| 9                             | 08:00 ごきげんようじ | 09:00 Dr.トーコのラジオ診療室 |
| 9                             | 08:00 ごきげんようじ | 09:15 堺なおこの人生100年時代の処方箋 |
| 9                             | 08:00 ごきげんようじ | 09:30 加藤さんと山口くん |
| 10                            | 08:00 ごきげんようじ | 10:00 河村通夫の桃栗サンデー |
| 11                            | 08:00 ごきげんようじ | 11:00 GOOD DAYS MUSIC あの頃の名曲たち |
| 12                            | 08:00 ごきげんようじ | 11:00 GOOD DAYS MUSIC あの頃の名曲たち |
| 12:00 明石のいんでしょ大作戦! | | 11:00 GOOD DAYS MUSIC あの頃の名曲たち |
| 13                            | 13:00 SUNDAY MUSIC★NOTE | |
| 14                            | 14:30 草野あずみのハッピー競馬                                                                                              | |
| 15                            | 14:30 草野あずみのハッピー競馬                                                                                              | |
| 16                            | 14:30 草野あずみのハッピー競馬                                                                                              | |
| 17                            | 17:00 GOOD TIME MUSIC （最終週）村雨美紀のサタデーミュージックビレッジ                                                      | 17:00 OTO Marche’ |
| 17                            | 17:00 GOOD TIME MUSIC （最終週）村雨美紀のサタデーミュージックビレッジ                                                      | 17:15 TONちゃんのほっかいどう大好き |
| 17                            | 17:00 GOOD TIME MUSIC （最終週）村雨美紀のサタデーミュージックビレッジ                                                      | 17:30 TIME for Theater |
| 18                            | 18:00 田中賢介のアフタースクール                                                                                            | 18:00 香澄の江差恋唄 |
| 18                            | 18:30 大楽勝美のクラシックも聴いてみよう!                                                                                   | 18:30 白井一幸 ブリング・アップ |
| 18                            | 18:30 大楽勝美のクラシックも聴いてみよう!                                                                                   | 18:40 宮西尚生のなんとかなるさ |
| 18                            | 18:50 GO!GO!苫小牧ミライフェスト                                                                                            | 18:50 レバ・ラボ! |
| 19                            | 19:00 サタデーナイトステーション ラジオ上杉                                                                                 | 19:00 週刊MUSIC PUNCH!（エフエム岩手） （最終週）石沢綾子のTブレイク |
| 20                            | 19:00 サタデーナイトステーション ラジオ上杉                                                                                 | 20:00 小林克也 Best Hit USA（NACK5） |
| 20                            | 19:00 サタデーナイトステーション ラジオ上杉                                                                                 | 20:55 STVラジオ 今月の推薦曲 |
| 21                            | 21:00 藤岡みなみのおささらナイト                                                                                            | 21:00 松山千春のON THE RADIO（NACK5） |
| 21                            | 21:30 Knock on the Rainbow                                                                                                  | 21:00 松山千春のON THE RADIO（NACK5） |
| 22                            | 22:00 島太星のぽっぷんアイランド                                                                                            | 22:00 ボイガルのビタ |
| 22                            | 22:30 藤井孝太郎のログイン! よる☆PA                                                                                         | 22:30 THE 36号線 CLUB |
| 23                            | 23:00 LIVE HOUSE タムラジオ                                                                                                 | 23:00 中村七之助のラジのすけ（ABCラジオ） |
| 23                            | 23:00 LIVE HOUSE タムラジオ                                                                                                 | 23:30 岩崎宏美・良美の「お茶にする?」 |
| 0                             | 00:00 しろっぷのぶちかまし                                                                                                  | 00:00 藤原竜也のラジオ（ABCラジオ） |
| 0                             | 00:00 しろっぷのぶちかまし                                                                                                  | 00:30 ボンソワ モンシュエル （第1週）モーニング娘。'25山﨑愛生のメンボンソワ （第2週）稲場愛香のまなかん♡ボンソワ （第3週）つばきファクトリー谷本安美のあんみぃボンソワ （第4週）Juice=Juice入江里咲のスマイルボンソワ （第5週）スペシャルプログラム |
| 1                             | 01:00 オードリーのオールナイトニッポン（ニッポン放送）                                                                      | 01:00 Hart&soul ～心に響く日本のソウルミュージックの世界～︎ |
| 1                             | 01:00 オードリーのオールナイトニッポン（ニッポン放送）                                                                      | 01:30 銀シャリのおむすびラジオ |
| 1                             | 01:00 オードリーのオールナイトニッポン（ニッポン放送）                                                                      | 01:45 山﨑おしるこのここらでダンゴムシでも挑めますか |
| 2                             | 01:00 オードリーのオールナイトニッポン（ニッポン放送）                                                                      | 02:00 相川七瀬 ROCK GOES ON（かしわプロダクション） |
| 2                             | 01:00 オードリーのオールナイトニッポン（ニッポン放送）                                                                      | 02:15 フィロソフィーのダンス・奥津マリリのこっそりやってまラジオ |
| 2                             | 01:00 オードリーのオールナイトニッポン（ニッポン放送）                                                                      | 02:30 STVラジオミュージックコレクション |
| 3                             | 03:00 オールナイトニッポン0(ZERO)（ニッポン放送、週替わり） ヤーレンズのオールナイトニッポン0(ZERO)（ニッポン放送、最終週） | |
| 4                             | 03:00 オールナイトニッポン0(ZERO)（ニッポン放送、週替わり） ヤーレンズのオールナイトニッポン0(ZERO)（ニッポン放送、最終週） | |

### 特別番組
- STVファイターズLIVE
  - 主に火曜 - 金曜 17:55 - 21:00/試合終了まで
  - 北海道日本ハムファイターズのナイター戦のみ実況中継（月曜開催やデーゲームを除く）。さらにポストシーズン（CS、日本シリーズ）に進出した場合も試合終了まで実況中継[注 32]。
  - 年度によってはセ・パ交流戦・東京ヤクルトスワローズ主催のビジター戦をSTVラジオにて独占実況中継を実施[注 32]。
  - プロ野球全試合が実施されない日（主に交流戦終了後やオールスター後の休養日）はニッポン放送よりナイタースペシャルとして、「サウンドコレクション」をお送りする[注 33]。
- 中央競馬実況中継
  - 土曜日は「明石のいんでしょ大作戦!」に、日曜日は「草野あずみのハッピー競馬」の中で中継[注 34]。
  - 函館競馬場・札幌競馬場での開催期間中は自社制作、それ以外の期間はネット受け。
  - 中央競馬 Gを狙え!（毎年大阪杯 - 宝塚記念直前の土曜[注 35]、11月 - 有馬記念直前の土曜 18:50 - 19:00 期間限定番組）
- GO!GO!コンサドーレLIVE
  - 2017年から、北海道コンサドーレ札幌の一部試合を実況中継。
- STVレバンガLIVE
  - 2020-21シーズンから、レバンガ北海道の一部試合を実況中継。
- 母の詩 〜母の日によせて〜（文化放送製作、2010年より毎年ゴールデンウィーク期間中の5月3日 11:00 - 12:00）[注 36]
- STVラジオ キャンピングスペシャル（2022年8月21日の放送より毎年8月/9月の日曜午後の時間帯に生放送）
- STVラジオ・チャリティー・ミュージックソン（毎年12月24日 12:00 - 12月25日 12:00）[注 37]

## 終了した番組

### 自社制作番組
平日朝
- 北の学び舎 ひびきの村から（ - 2007年9月）[注 38]
- 高野美佐の歌謡プラザ・朝いちばん
- 歌謡プラザ朝いちばん（堺なお子・高野美佐）（2001年4月 - ）
- 堺なおこの朝いちばん（2003年4月 - 2010年10月1日、5:20 - 5:30）
- 朝のジュークボックス（1963年10月7日 - 1981年4月3日、6:15 - 7:10）
- おはよう!早起きさん（1981年4月6日 - 、6:15 - 7:00）
- STVモーニングエコー（1968年4月1日 - 1972年9月、月 - 土 7:30 - 9:00）
- オハヨー!ほっかいどう（1975年4月7日 - 2021年3月26日）
  - 朝から何ですが（1980年 - 1984年頃、オハヨー!ほっかいどうのコーナー番組）
- じゅんこのめざまし! ラジオホームショップ
- Brand New えんか

平日昼前
- レディースタイム あなたのリクエスト（1970年9月28日 - 1981年4月3日、9:00 - 9:55）
- おくさまジャーナル（ - 1981年10月2日、10:00 - 11:55）
- 10時です じゅんきのはりきり八丁目（1981年10月5日 - 1984年4月6日、10:00 - 11:55）
- 河村通夫の桃栗三年（1984年4月9日 - 1987年12月、10:00 - 11:55）
- 中西章一の二人三脚（1988年1月4日 - 1991年10月4日、10:00 - 11:55）
- 奥さまおしゃべりジャーナル（1967年1月9日 - 、11:00 - 11:55→10:00 - 10:55）

平日昼過ぎ
- 村上もとあきののってけ歌謡曲（12:00 - 12:55）
- あなたが選んだ人気歌手ヒット歌謡曲（1962年12月 - 1973年3月、13:00 - 13:30→12:00 - 12:30）
- STVデイリーステーション（1968年4月1日 - 1972年9月、月 - 土 13:00 - 14:50→月 - 土 13:00 - 13:55）
- ハピィワイド どさんこどんどん→巻山晃のどさんこどんどん（1974年4月 - 1977年3月）
- アクションワイド 走れスタジオ（1977年4月11日 - 、13:00 - 14:50）
- 歌謡ワイド 午後はおまかせ（13:00 - 14:30）
- これが一番!（14:30 - 16:00）
- 歌謡ワイド ハイ! 大沢です（1981年4月6日 - 1985年3月、12:00 - 14:00）
- おもしろワイド 午後はおまかせ（13:00 - 16:00）
- ときめきワイド（1985年 - 2013年3月）
- どさんこラジオ（2013年4月1日 - 2015年3月27日）
- 生活情報バラエティ わくわくラジオ（2015年3月30日 - 2016年4月1日）
- 吉川のりおの聞いてナットク のりのりラジオ（2015年3月30日 - 2016年4月1日）
- 洋二と明石の無口な二人（月 - 金 13:40 - 13:50、まるごと!エンタメ〜ションの内包）
- 聖ヨウジ学園（月 - 金 13:40 - 13:50、2021年9月27日 - 2022年3月25日、まるごと!エンタメ〜ションに内包）
- ようじのぢかん（2022年3月28日 - 2024年3月29日）
- 午後のSラジ（仮） → COCONO Sラジ（2023年10月2日 - 2025年3月28日）

平日夕方
- ナイスガイ4:30（1977年4月11日 - 1978年3月）
- リクエスト大行進（1978年4月 - 1981年4月3日、16:00 - 16:55）
- こちらヤンスタ ベスト100（1981年4月6日 - 1983年4月8日、16:00 - 16:50）
- ハイ! ダイヤルリクエストです（1963年10月7日 - 1978年3月）[注 39]
- サッポロ・ファイブサーティー
- STVラジオ夕刊（1978年4月 - 、17:30 - 18:00）
- ドライビングパートナー・ラジオスクランブル（1983年4月11日 - 1986年10月3日、16:00 - 18:00）
- ドライビングパートナー・STVホットライン（1986年10月6日 - 2006年3月31日）
- 牧泰昌の夕やけジャーナル（2006年4月3日 - 2008年3月28日、16:00 - 18:00）
- 牧とのりおのスーパースクランブル（2008年3月31日 - 2013年3月29日、15:00 - 18:00）
- 情報アライブ（2016年4月4日 - 2018年3月30日）
  - アサヒスーパードライ 街の情熱きわめつけ（金曜、2001年4月6日 - 2020年3月27日）[注 40]
  - 稲田直人の野球ちょっといい話（2020年5月1日 - 2023年3月31日、金曜 17:30 - 17:40、吉川のりお スーパーLIVEに内包）
- 吉川のりお スーパーLIVE（2019年4月1日 - 2025年3月28日）

平日夜（ナイターオフ）
- STVホットライン（1971年10月 - 1975年4月）
- エキサイティングポップス
- ナイスガイジョッキー
- ワイド90 テレテレ大作戦（1975年10月 - 1977年4月）
- 電リクナイン ハンデなんかぶっとばせ（1982年10月 - 1983年4月）
- 電リクワイド ヤングもオジンも大集合（1983年10月 - 1984年3月、20:30 - 21:45）
- ザ・リクエスト（1985年10月 - 1986年3月）
- ホットライン・パート2
- 森崎博之の野望の王国（1998年）
- 谷口祐子のホットラインNEXT（2000年）
- 牧泰昌のホットスクランブル（2002年10月 - 2006年3月30日）
- 千ちゃんの幸せラジオドーム（2006年10月2日 - 2010年4月1日）
- News&Sportsチャート なまらん（2010年10月4日 - 2011年4月1日、18:00 - 19:30）
- 萩原隆雄のNews＆Sports なまらんマンデー
- 孝太郎とさおりのスーパーランキングなまらんマンデー
- 千ちゃん・もなみのぞっこん! SPORTS&MUSIC（2011年10月 - 2012年3月29日）
- よこい君とおかもと君（2003年10月 - 2006年）[注 41]
- 和久井薫の僕らの時代（2013年 - 2015年 ナイターオフ時）
- 大貫妙子のone fine day（2013年11月 - 2015年 月1度程度）
- 八木菜摘のいろはにニッポン（2013年 - 2015年）
- 小出朗のパワーダンク!!（2013年 - 2015年）
- マッスルナイト スポーツ&エンタ (2015年4月 - 2016年3月）
- 喫茶ひろしとマダムな夜（毎月第1月曜、2018年4月2日 - 2020年3月2日）

平日夜
- どさんこ人気ベスト10
- 電リクナイン ハンデなんかぶっとばせ
- 和久井薫の歌謡大行進（21:00 - 22:00)
- NEW HIT WAVE
- ヒートアップミュージック
- 熱血!ファイターズスタジアム
- SONY JUST IN SAPPORO
- サッポロ22時 夜は金時 → サッポロ2130 夜は金時（1989年4月10日 - 1991年10月4日、22:00 - 22:45 → 21:30 - 22:45）
- ナガイ生活科学研究所（1991年10月7日 - 1993年、22:00 - 23:00）
- 船守さちこのなにはなくとも歌謡曲（1992年 - 1994年10月7日、21:00 - 23:00）
- 船守さちこのスーパーランキング（1994年10月10日 - 1999年4月2日）
- ラジオクリックiしてる!（1999年4月 - 2004年3月）
- 中山やすよの愛しあっていこう!（2002年10月 - ）[注 42]
- スーパーヒットチャートなまらん（2005年10月3日 - 2011年3月31日・2011年10月4日 - 2012年3月30日）
- 河村通夫のセッセセッセと（22:50 - 23:00）
- 占いランド北極星（22:50 - 23:00）
- 会員制ラジオ番組 うまいっしょクラブ（1987年10月12日 - 1995年10月6日、22:45 - 23:00 → 23:00 - 23:15）
- GREEN LOVE 和久井薫の11ホットライン（1981年4月6日 - 、23:00 - 23:10）
- アタヤンイレブン（1988年10月 - 1990年3月、23:00 - 23:10）
- バンチューイレブン
- 黒水伸一のイレブンジャングル（23:00 - 23:10）
- 室田智美のラジオジャングル600秒（23:00 - 23:10）
- STVミッドナイトステーション（1963年10月7日 - 1969年10月、23:15 - 1:00）
- STVラジオ・ヤング専科（23:35 - 24:00）
- 岡しのぶの明日への伝言板
- ササッパラの駄洒落道場（月 - 土 23:50 - 0:00）
- ムロマニ読本
- ドリームラッシュ（2002年10月 - ）
- ひちょりのWA!!（2019年10月 - 2023年3月26日、月曜 21:30 - 22:00）
- リアルタイム（2021年3月31日 - 2024年9月27日）
- MUSIC★J
- FRIDAY MUSIC★Attack

平日深夜
- 夜のディスクパーティー（ - 1970年9月25日、0:00 - 1:00）
- アタックヤング（1970年9月28日 - 2016年3月31日）
  - アタヤンPUSH!（1999年4月5日 - 2006年3月31日）
- LIVE SPICA（1999年10月 - 2008年3月）
- 乙女ぷりぷり!
- さっぽろ吉本男まつり（2006年10月2日 - 2007年3月26日）
- Pop'n Rollミュージック（2016年4月5日 - 9月29日、0:53 - 1:00）

金曜日
- 河村通夫の桃栗金よう日（1991年10月 - 2001年3月）
- 竹丸・なおこの花まる金曜日（1996年 - 2000年9月）
  - 喜瀬ひろしの花金どんと歌謡曲
  - 喜瀬ひろしの金曜ゴールデンマーケット
  - 金曜るんるん
  - 喜瀬ひろしのあおぞら歌謡曲
- 山崎まりのきんようびじん
- アタヤンNEXT（2015年10月 - 2016年3月25日）
- Pop'n Rollにズキューン（2016年4月9日 - 2017年3月31日、0:00 - 1:00）
- アタックヤング60（2022年4月1日 - 2023年3月31日、金曜 24:00 - 25:00）

土曜日朝
- 土曜プラザ・朝いちばん
- 夢助のサタディ歌謡曲（7:30 - 8:30）
- 函館発!恭子のスーパーステーション（1990年5月 - 2021年3月27日）[52]
- オハヨー!土曜日（1983年4月9日 - 2016年4月2日、7:30 - 8:30 → 6:30 - 9:00 → 6:15 - 8:00 → 6:00 - 8:00）
- ウイークエンドバラエティ 日高晤郎ショー（1983年4月9日 - 2018年4月7日、12:00 - 15:00 → 9:00 - 17:00 → 8:00 - 17:00）
  - ウイークエンドバラエティ 日高晤郎ショー フォーエバー（2018年4月14日 - 2019年3月23日、8:00 - 13:50 → 8:00 - 17:00）
- 家族草子 〜それぞれの物語〜（2017年10月 - 2023年12月）

土曜日昼前
- 9時です リクエストプラザ土曜特集（1982年10月2日 - 1984年3月31日、9:00 - 10:00）
- おくさま広場（1975年4月12日 - 1984年4月7日、10:00 - 10:55）

土曜日昼過ぎ
- 電リクワイド GO!GO!サタデイ（1971年10月2日 - 1983年4月2日、13:00 - 17:00 → 12:00 - 16:00 → 12:00 - 15:00）[注 43]
- GO!GO!サタデー（2017年4月8日 - 2020年10月31日）
- カフェ・オ・レ サロン（1981年、16:00 - 16:40）

土曜日夕方
- 木村天山のおもしろ占い学
- STVホール名人会 傑作選（2017年10月7日 - 2018年3月24日、17:00 - 17:30）
- 滑川幸雄のこれが狙い目 → 木村禎男のこれが狙い目
- リサーチ北海道（2021年4月3日 - 9月25日）
- 八幡淳の北海道ソムリエ

土曜日夜（ナイターオフ）
- ラッキーリクエスト まわせ!ダイヤル（1969年10月11日 - 1975年4月5日、各年度ナイターオフ）
- ウィークエンドホットライン
- スーパー電リク 土曜の夜はこれから（19:00 - 20:30）
- ヤンリク爆発サタデー（1987年10月10日 - 1988年3月26日・1988年10月15日 - 1989年3月25日、20:00 - 22:00）
- 土曜テレホン いちご大福180（1989年10月 - 、19:00 - 22:00）
- 室田智美のミュージックサタデー（2004年10月 - 2005年3月）
- 小島克典のHello!ホッカイDO（2004年10月 - 2005年3月、2005年10月 - 2006年1月）
- 中嶋シゲキのDo!LIVEサタデー（2006年10月7日 - 2007年3月、18:00 - 20:00）
- Dear Woman（2006年10月 - 2009年3月 ナイターオフ時）

土曜日夜
- 落合美穂のサタデーランキング
- 加納典明の七転八倒（1993年頃）
- サッポロやじうまファクトリー
- 工藤竜男の男夢街道
- 山崎まりのパールでおチャオ!
- 土曜タクマ劇場（2002年4月6日 - 10月5日）
- 福永俊介のスーパーランキング（2004年10月 - 2005年3月）
- 星空の三角堂（22:30 - 23:00）
- 島本和彦のマンガチックにいこう!（2001年10月6日 - 2008年9月27日、21:00 - 21:30 → 23:30 - 24:00 → 22:30 - 23:00）
- 明石英一郎のビビデバビデラジオ
- 明石英一郎のズッコケぺろんちょ大作戦
- 谷口崇のザ・ルネッサンスマン
- 桂竹丸の芸人列伝（2001年4月 - ）
- オーノキヨフミ 明日までまてない
- 中嶋繁樹のメジャーになりてぇ
- 木村洋二のイチかバチか!（2002年10月 - 2003年3月、20:00 - 20:30）
- おばんde JAZZ（2004年10月 - ）
- みのや雅彦 ザ・対談（2006年10月7日 - 2007年3月31日、21:00 - 21:30）
- STV 歌謡ヒット情報
- 杉尾聖二のカラオケ歌謡塾（1995年10月 - 1996年4月）
- 杉尾聖二のカラオケクラブ（1996年4月 - 1996年10月）
- 杉尾聖二のサタデー歌謡曲（1996年10月 - 2008年3月）[注 44]
- 杉尾聖二の歌謡一直線（2008年4月 - 2009年3月28日）
- 木村洋二のってけ! テケテケ!（2006年10月 - 2009年3月、22:00 - 22:30）
- 松崎真人 アナログザウルス（2006年10月 - 2009年3月）[注 45]
- 真夜中の子羊
- 赤レンガ情報クリップ（ - 2009年3月28日）
- 週刊ラジオメンバーズ[注 46]
- 干場かなえの夢かなえ!（2008年10月 - 2009年10月）
- トレWatch!（ - 2011年4月2日）
- 札幌吉本ショーゲキ場（ - 2011年4月2日）
- 音楽の風（ - 2012年3月）
- Mr.G言葉の処方箋（のち日曜19時に移動 - 2012年3月）
- m.c.A・T プレシャス タッチ!
- いち・にのサンモジ（2013年4月 - 2014年3月）
- 城太郎のひとり歌（2013年4月 - 2014年3月）
- 谷口祐子のミュージックブレイク[注 47]
- Pop'n Rollにズキューン（2016年4月9日 - 2018年3月31日、 21:00 - 23:00）
  - ぽっぷんミーティング!（2018年度、 22:00 - 23:00）
  - ぽっぷんランキング（2019年度）
- Playlist（2018年10月6日 - 2019年9月29日）
- 部活の太陽（ - 2022年3月）
- オーディオ・シアター（2023年10月 - 12月）
- すすきのの（2022年10月 - 2023年12月）
- 新雪presents「あしあとRADIO」（2023年11月 - 2024年1月）
- 二宮芽生に話しかけとこ☺︎（2024年1月 - 3月30日 22:00 - 22:15）
- 北海道Likers Voice（2023年10月7日 - 2024年3月30日 22:15 - 22:30）
- KANのロックボンソワ（2004年10月2日 - 2024年3月30日）

土曜日深夜
- 松山千春の今夜はきめよう!（1979年4月 - 1980年10月、0:00 - 1:00）
- 松山千春 スターダスト・タイム（1986年4月 - 1987年4月、0:00 - 1:00）

日曜日朝
- 中西章一の日曜朝から元気です!
- 日曜朝から元気です![注 48]
- サンデーリサーチ[注 49]
- サンデーモーニングシャワー
- サンデーインフォメーション
- サンデーミニッツ[注 50]
- お目覚めミュージック[注 51]
- けさの1曲サンデー（ - 2009年3月）
- 原大輔 やさしさをあなたに
- のっキーのふれあいパークゴルフ （2005年4月 - 2007年9月23日）[注 52]
- 日高晤郎の北海道五十三次（2003年4月27日 - 2008年3月、6:00 - 6:45 → 6:15 - 7:00）
- 日曜ようこのコケコッコー → 日曜ようこです（ - 2012年4月1日）
- 谷口祐子のごきげんようび♪（ - 2010年10月3日）
- サンモジ・しろっぷの独立宣言! → サンモジ・しろっぷのモーニングシャワー（笑）（2014.10 - ）
- 桜庭和のSAKUラジオ（2020年7月 - 2021年3月）
- 北海道 Young hit 10
- 奥山コーシンの日よう朝から生ワイド（1989年4月9日 - 1990年10月7日、8:00 - 10:00） → 奥山コーシンの日よういっぱい生ワイド（1990年10月14日 - 1999年4月4日、8:00 - 16:30 → 8:00 - 17:00）
- サンデーパラダイスmu
- すこやか母子手帳 （ - 2019年3月31日）
- サンデーインフォメーション（ - 2019年3月、2024年10月に日曜8時で復活）
- 中村美彦 日曜コラム（ - 2020年3月、8:00 - 8:15）
- 供養の心・やさしい話（ - 2022年3月）
- KANのスーパーミュージック（1999年10月9日 - 2001年9月30日）
- HOKKAIDO STARTUPS SELECTION（ - 2023年3月 6:15 - 6:30）
- じゅんこのめざましサンデー!（ - 2023年9月）
- もうひとつの卒業文集（2023年4月9日 - 2024年3月31日 8:00 - 8:15）

日曜日昼前
- サンデーリクエストプラザ（9:00 - 12:00）
- 松山千春 風に乗せて（1987年4月 - 2001年4月）
- 松山千春 季節の旅人（2001年4月8日 - 2007年2月11日、11:00 - 11:55）
- STVラジオサンデーミュージック（2007年2月18日 - 2007年4月1日、11:00 - 11:55）
- みのや雅彦 歌しかなかった（2007年4月8日 - 、11:00 - 11:30）
- 神田山陽のご近所づきあい → 神田山陽の日曜うら長屋（2004年4月4日 - 2009年3月29日）
- ほっかいどう百年物語[注 53]

日曜日昼過ぎ
- よしたけの北海道は夢牧場（2000年10月 - 2008年）
- 星澤幸子のごちそうさま[注 54]
- アクティブイノベーション法律相談
- サンデージャンボスペシャル（1970年 - 1990年9月）
  - ニッサン サンデースペシャル
- 歌謡キャンター（15:00 - 16:30）[注 55]
- みのや雅彦のサンデーパラダイス（2000年10月 - 2006年3月19日）
- サンデーパラダイス（2006年4月9日 - 2007年3月11日）
- サンデーミュージックファイター（2007年4月 - 2010年4月4日、12:30 - 17:00）
- Yo!Hey!サンデー!（2010年4月11日 - 2016年4月3日、12:30 - 17:00 → 12:00 - 17:00）
- 喜瀬と通夫の日曜楽楽生ワイド（2016年4月10日 - 2017年4月2日、12:00 - 17:00）
- 喜瀬ひろしの楽楽日ようび（2017年4月9日 - 2018年3月18日、12:00 - 17:30 → 13:00 - 17:00）
- 村岡啓介 フリースタイルサンデー（2020年11月8日 - 2021年3月28日、14:00 - 17:00）
- イイ加減にしろっぷサンデー（2021年4月4日 - 2024年3月31日）

日曜日夕方
- ヒント・フォー・ヘルシーライフ（17:30 - 17:40）
- 萬年暁子のベジフルライフ[注 56]
- サンデースクランブル（17:40 - 18:00）
- 歌です4時です 洋二です!（2001年4月 - ）
- 森崎ひとみ 風になりたい（2000年1月 - 2004年9月）
- それ行け! オッサン大作戦（2016年4月10日 - 2018年3月31日）
- 杉本こずえのラジオde心のバリアフリー（2025年1月5日 - 3月30日、16:45 - 17:00）

日曜日夜（ナイターオフ）
- 日曜8時はおんな時刻（どき）
- 木村洋二のハッピーアワー（1997年）
- サンデーミュージックパラダイス（1997年）
- きっとヒット歌謡曲（2000年）
- ミュージックBOX'70（2006 - 2007年 19:00 - 19:30）
- ミュージックBOX'80（2006 - 2007年 19:30 - 20:00）
- ミュージックBOX'90（2006 - 2007年 20:00 - 20:30）

日曜日夜
- 今関安雄の日曜学校（2007年10月7日 - 2008年3月30日、20:30 - 21:00）
- 内記章の今も昔も歌謡曲
- 白井一幸SP 人の活かし方自分の伸ばし方
- 女子会ラジオ（18:30 - 19:00）
- 福永俊介のシルクな夜
- おすぎの素晴しきシネマランド
- おすぎと洋二の言いすぎたかしら（1991年10月 - 1994年3月、21:00 - 21:30）
- 演歌ヒートアップ
- 日高塾
  - いちねんゴクミ（1992年4月12日 - ）
  - にねんゴクミ
  - さんねんゴクミ
  - よねんゴクミ
  - ごねんゴクミ
  - ろくねんゴクミ
  - 日高塾 ブックレビュー
- サウンズNOW（2000年 - ）
- 木村洋二のイカリング
- 工藤じゅんきのおもいでシネマ（2002年10月 - ）
- サンデーフォークナイン（2002年10月 - ）
- ナイトエンジェル（2002年10月 - 2003年3月）
- 鳳山雅姫 ハダカノココロでデンデケデン
- ザ・ベストポップス
- Beアンビシャス
- 工藤竜男 夢馬力（2003年4月 - 2006年3月）
- 森中慎也の音楽喫茶
- 池田聡のアコースティックウェイヴ（2004年10月 - 2005年9月）
- 福沢恵介のファミリートゥリー（2001年 - 2007年9月）
- ニセコlife style（2007年10月7日 - ）
- ミュージックBOX
- HOT HOT ミュージック
- Beアンビシャス
- 福永俊介のぷくぷくメガネ（2007年10月7日 - 2008年3月30日、23:00 - 23:30）
- 緒方のピンクナイトラジオ（2005年10月 - 2007年4月1日、23:30 - 24:00）
- 小松優一の優しさ流星群（2007年10月7日 - 2008年9月28日、23:30 - 24:00 → 0:00 - 0:30）
- 向井成一郎の北海道プロデュース（2014年 - 2015年）
- 韓国の音楽が熱い!（2004年6月 - 2015年6月27日）[注 57]
- 石川優美のアロハアーイナ（2011年10月7日 - 2016年4月3日）[注 58]
- しろっぷのおもしろっぷ☆ラジオ
- 岩本恭生のヨロシク毎週!!（2014年10月 - 2015年9月）[注 59]
- たかしとなおこの演歌大好き北海道（2014年10月4日 - 2018年9月30日）[注 60]
- D-tunes（2018年11月4日 - 2022年3月27日）
- コメディアンラプソディ（ - 2022年3月）
- サウンドプラント（2022年4月 - 2023年3月25日 18:00 - 21:00）
- TURNING! 〜Rooting for You〜

日曜日深夜
- ヤングでスイスイ（1969年10月8日 - 、0:00 - 1:00）
- 北電コンサートホール（1972年7月2日 - ）
- 谷本聡子のおしゃべりコンサート（1991年 - 2002年）
- 音楽の森（2002年10月 - 2007年4月1日、1:30 - 2:00）
- 上林亜基子 月に願いを（2006年12月3日 - 2007年4月1日、2:00 - 2:30）
- ミュージックステラ（ホリデージャパン制作、2007年 - 2010年、2012年）
- SE-NOのSOUND TRIBE（2015年4月5日 - 2015年9月27日）
- #Let it Beat（2018年度）
- THE武田組のよるだちHYPER!（ - 2022年3月）
- なまらぶ♡（2019年4月7日 - 2022年3月27日）

その他
- おはよう早起きさん
- STVマイクレポート（1964年4月 - 1964年9月）
- グラウンドミュージック
- ポピュラーヒットパレード
- エンジェルコンサート（1968年10月7日 - ）
- ワシントンサンデーミュージック（1968年11月17日 - ）
- ポップス・イン・ホッカイドウ（1967年11月5日 - ）
- マンディー・ポップス
- 今晩は!ワシントン広場です
- 鈴木一平の世界
- 佐々木幸男の一刀両断
- みのや雅彦のフォーク大全集
- 北海道歌謡大作戦!（1993年4月 - 2000年）[注 61]
- ホリデーワイドスペシャル（平日の祝日のみ、9:00 - 17:00）
- The Best Pops
- アイヌ文化講座 イランカラプテ（1987年 - 1998年）
- ミュージックヒートアップ（2000年4月 - ）
- サッポロやじうまファクトリー
- 竹丸・小つぶのづらづら60分
- お嫁に行きたい!!
- インディーズドカン!
- 大人の時間
- ラジオ色いろ音楽館
- いがらしゆみこのマンガDEナイト
- 工藤じゅんきの映画的人生（ - 2005年3月）
- ラジオ自由席
- ラジオ開放区
- 森崎博之のOL日記
- サンデーミニッツ
- ヤクルト健康のススメ
- 竹丸・小つぶの抱腹絶倒30分
- 木村洋二の週刊ネタとこ勝負!（1995年頃）
- 聴いて歌って歌謡曲
- ルージュの達人（谷口祐子、山崎まり）
- 今夜もあなたと流行歌
- おすぎの美しくなりたい
- おすぎと俊介のふつーじゃナイト
- BALLADが聴きたくて
- サンデー・スポーツ・ジョッキー
- ヤングハート
- サンデーカウントダウン50
- 艶いろ通信～マニキュアクラブ
- ミュージック パラダイス
- すぎもとまさとのBar☆スターライト[注 62]
- STV 歌謡ヒット情報
- ドリームラッシュ（2002年10月 - ）
- 奥華子のどさん子華子
- しろっぷのイイ加減にしろっぷ
- ブギウギ専務の俺の血が騒ぐ!!
  - ブキ専ラジオ（2016年4月4日 - 2021年3月22日）
- トレWatch!
- STVラジオのススメ
- 中嶋シゲキのビカビカ☆ナイト（2004年4月3日 - 2011年10月15日）
- 野菜ソムリエのおいしい話
- 北海地方ダイヤル
- きらっと釧路（釧路放送局のローカル番組）
- STVラジオ魂（2011年10月3日 - 2013年3月30日）
- シンセン 夕方から創長
- 札ギャグの少年ラジヲ
- サンモジ・しろっぷの独立宣言! → サンモジ・しろっぷのモーニングシャワー（笑）
- 今週の歌
- 歌謡曲・朝一番!
- ブレスカ4
- ブレイクスカウター
- ようこそ!洋二の部屋
- 吉川のりおのミュージックドカン!（2015年4月 - 2016年3月）
- 魅惑のイージーリスニング
- 喜瀬ひろしのぞっこんどんと歌謡曲 → 喜瀬ひろしのサタデー / サンデーどんと歌謡曲
- ミュージックアンビシャス
- マッスル ファイターズ
- ミュージック パレット モーニング
- STVラジオ インフォメーション
- イイこと イロイロ Weekend
- 藤澤ノリマサのプレミアムタイム（2008年4月 - 2017年3月）
- 清水博正 ありがとうを言いたくて
- 未来へつなげ!北海道新幹線
- 歌謡曲ならSTV
- 工藤じゅんきの人生総天然色（2005年 - 2018年3月）[注 63]
- ミュージック パレット
- ファーマフーズ ぴよぴよラジオ（2018年10月 - 12月）
- GO!GO!ファイターズ
- きらめきモーニング（2019年10月 - 2020年3月）
- 大山慎介のちょっと暮らし北海道[注 64][注 65]
- 聴いてくださいこの歌を（ - 2021年3月、土曜 17:30 - 17:45）
- 杜このみ "ふわり"うたの旅（ - 2021年3月、放送日は土曜夕方から、最後は日曜 23:15 - 23:30）
- 白川安彦のハッピーGOラッキー （2016年4月 - 2022年3月）[注 66]
- こころラウンジ（2022年4月3日 - 2024年3月30日）[注 67]

## その他
- かつてSTVラジオのHPでは2006年頃まで、日々是かわる新聞としてほぼ毎日の番組に関する情報や裏話、イベントの告知などをしていた。
- 2006年頃よりSTVラジオネットメンバーズとしてポッドキャストを開始。初期は乙女ぷりぷり、日高晤郎ショーの一部コーナーなどで現在も継続している。